# Stadion Tasos Marku
Stadion Tasos Marku (gr. Στάδιο Τάσος Μάρκου) – wielofunkcyjny obiekt sportowy w miejscowości Paralimni na Cyprze. 
Został otwarty w 1996 roku. Pojemność stadionu to 5 800 miejsc. Na stadionie swoje mecze domowe rozgrywa miejscowy klub Enosis Neon Paralimni oraz AO Ajia Napa.
Trybuny są zorientowane na wschód i zachód.
Na stadionie również swoje mecze rozgrywała reprezentacja Cypru oraz kluby grające w europejskich pucharach.